# Scarborough—Agincourt
Pour les articles homonymes, voir Scarborough.
Circonscription électorale fédérale du Canada
Scarborough—Agincourt est une circonscription électorale fédérale en Ontario.

## Délimitatione
La circonscription est située dans le sud de l'Ontario, plus précisément dans la région de Toronto. Elle consiste à une portion nord-ouest de la ville de Scarborough.
Les circonscriptions limitrophes sont Don Valley-Est, Markham—Unionville, Scarborough-Centre, Scarborough—Rouge River et Willowdale.
La circonscription est considérée comme un « château-fort » du  Parti libéral du Canada, qui y est réélu sans discontinuer depuis 1993. L'actuelle députée est Jean Yip, élue lors de l'élection partielle du 11 décembre 2017.

### Historique
La circonscription de Scarborough–Agincourt a été créée en 1987 d'une partie de York—Scarborough.
| Législature                                     | Années       | Député      | Député          | Parti   |
| ----------------------------------------------- | ------------ | ----------- | --------------- | ------- |
| Scarborough—Agincourt issue de York—Scarborough |              |             |                 |         |
| 34e                                             | 1988–1993    |             | Jim Karygiannis | Libéral |
| 35e                                             | 1993–1997    |             | Jim Karygiannis | Libéral |
| 36e                                             | 1997–2000    |             | Jim Karygiannis | Libéral |
| 37e                                             | 2000–2004    |             | Jim Karygiannis | Libéral |
| 38e                                             | 2004–2006    |             | Jim Karygiannis | Libéral |
| 39e                                             | 2006–2008    |             | Jim Karygiannis | Libéral |
| 40e                                             | 2008–2011    |             | Jim Karygiannis | Libéral |
| 41e                                             | 2011–2014    |             | Jim Karygiannis | Libéral |
| 41e                                             | 2014-2015    | Arnold Chan |                 | Libéral |
| 42e                                             | 2015–2017    | Arnold Chan |                 | Libéral |
| 42e                                             | 2017-2019    | Jean Yip    |                 | Libéral |
| 43e                                             | 2019–2021    | Jean Yip    |                 | Libéral |
| 44e                                             | 2021–Présent | Jean Yip    |                 | Libéral |

### Résultats électoraux
|  | Candidat           | Parti             | #     | %      |
|  | ------------------ | ----------------- | ----- | ------ |
|  | Jean Yip           | Libéral           | 9091  | 49,4 % |
|  | Dasong Zou         | Conservateur      | 7448  | 40,5 % |
|  | Brian Chang        | Néo-Démocrate     | 931   | 5,1 %  |
|  | Jude Coutinho      | Héritage chrétien | 371   | 2 %    |
|  | Michael DiPasquale | Vert              | 253   | 1,4 %  |
|  | Total              |                   | 18387 |        |

|       | Candidat        | Parti             | # de voix | % des voix |
|       | Bin Chang       | Conservateur      | +15 802,  | 38,03 %    |
|       | (X) Arnold Chan | Libéral           | +21 587,  | 51,95 %    |
|       | Laura Patrick   | NPD               | +03 263,  | 7,85 %     |
|       | Debra Scott     | Vert              | +00570,   | 1,37 %     |
|       | Jude Coutinho   | Héritage chrétien | +00334,   | 0,8 %      |
| Total | Total           | Total             | 41 556    | 100 %      |

|                          | Nom                      | Parti politique          | Voix   | %       | Majorité |
| ------------------------ | ------------------------ | ------------------------ | ------ | ------- | -------- |
|                          | Arnold Chan              | Libéral                  | 12 868 | 59,38 % | 6 524    |
|                          | Trevor Ellis             | Conservateur             | 6 344  | 29,27 % |          |
|                          | Elizabeth Ying Long      | NPD                      | 1 838  | 8,48 %  |          |
|                          | Kevin Clarke             | Indépendant              | 315    | 1,45 %  |          |
|                          | Shahbaz Mir              | Vert                     | 307    | 1,42 %  |          |
| Total des votes valides  | Total des votes valides  | Total des votes valides  | 21 672 | 99,44 % |          |
| Total des votes rejetés  | Total des votes rejetés  | Total des votes rejetés  | 121    | 0,56 %  |          |
| Total des votes exprimés | Total des votes exprimés | Total des votes exprimés | 21 793 | 29,43 % |          |
| Électeurs inscrits       | Électeurs inscrits       | Électeurs inscrits       | 74 062 |         |          |

|       | Candidat            | Parti        | # de voix | % des voix |
|       | Harry Tsai          | Conservateur | +13 930,  | 34,18 %    |
|       | (x) Jim Karygiannis | Libéral      | +18 498,  | 45,39 %    |
|       | Nancy Patchell      | NPD          | +07 376,  | 18,1 %     |
|       | Pauline Thompson    | Vert         | +00946,   | 2,32 %     |
| Total | Total               | Total        | 40 750    | 100 %      |

|       | Candidat            | Parti        | # de voix | % des voix |
|       | Benson Lau          | Conservateur | +11 836,  | 29,41 %    |
|       | (x) Jim Karygiannis | Libéral      | +22 795,  | 56,63 %    |
|       | Simon Dougherty     | NPD          | +03 748,  | 9,31 %     |
|       | Adrian Molder       | Vert         | +01 870,  | 4,65 %     |
| Total | Total               | Total        | 40 249    | 100 %      |

## Circonscription provinciale
Depuis les élections provinciales ontariennes du 4 octobre 2007, l'ensemble des circonscriptions provinciales et des circonscriptions fédérales sont identiques.
1. ↑  Élections Canada, « Résultats Élection fédérale canadienne de 2021 », sur https://enr.elections.ca/ElectoralDistricts.aspx?lang=f (consulté le 19 février 2022)
2. ↑  Élections Canada, « Résultats Élection fédérale canadienne de 2019 », sur enr.elections.ca (consulté le 4 novembre 2019).
3. ↑  Élections Canada.